# Порумбешть (Молдова)
Порумбешть (рум. Porumbeşti) — село в Кантемірському районі Молдови. Утворює окрему комуну.